# Arad (miasto w Rumunii)
Arad (węg. i niem. Arad, łac. Aradinum) – miasto w zachodniej Rumunii, w regionie Kriszana i Banat, nad rzeką Mureș. Stolica okręgu Arad.
Ważny ośrodek przemysłowy, m.in. produkcja taboru kolejowego, obrabiarek, nawozów sztucznych, mebli.
Miasto jest ośrodkiem kulturalnym, m.in. teatr, filharmonia, muzea. Węzeł komunikacyjny, ze stacją kolejową Arad i lotniskiem.

## Historia

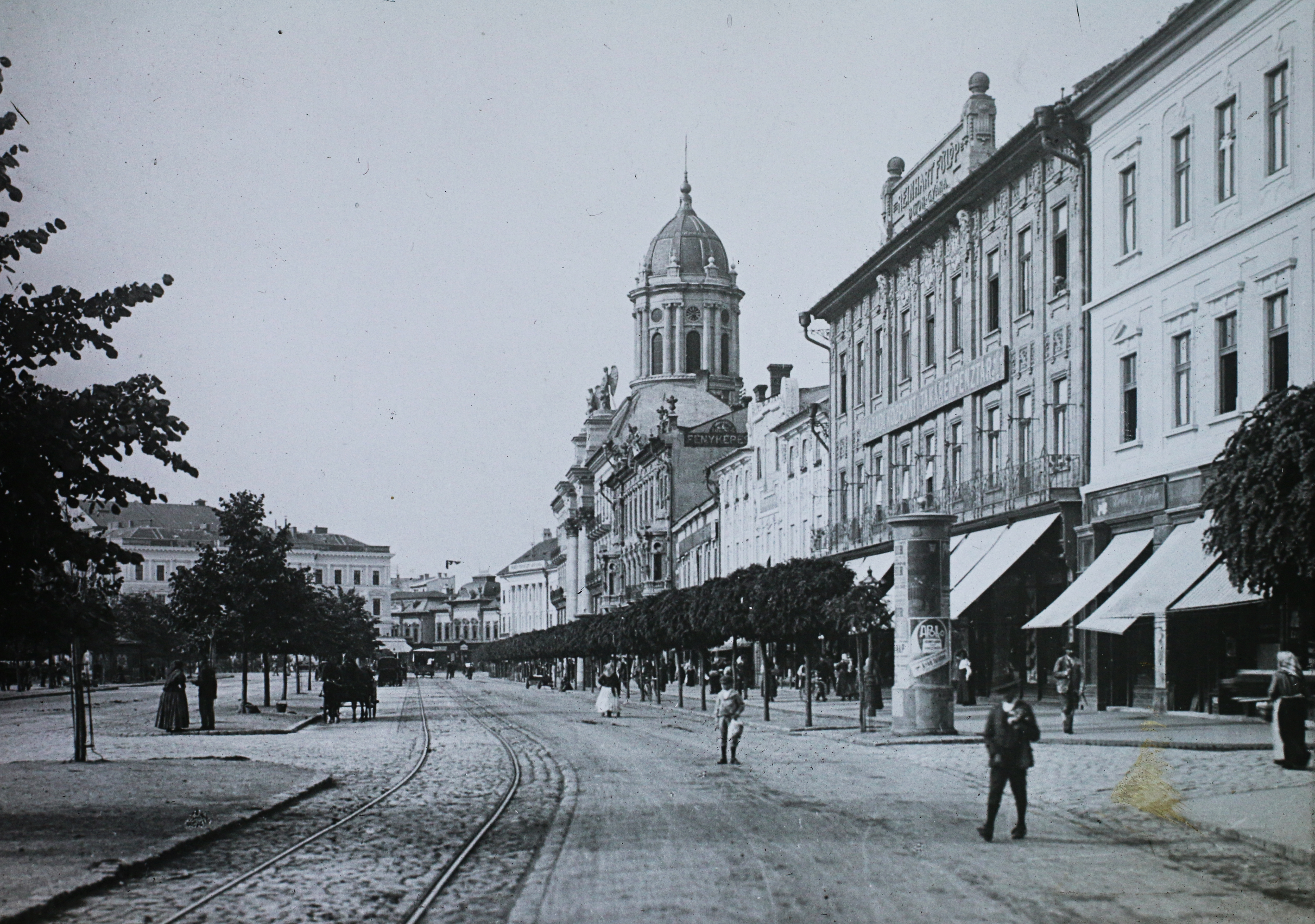
Arad w 1904 r.

Arad od X wieku był pod panowaniem Węgier. Za panowania węgierskiego miasto było siedzibą władz komitatu Arad. Na przełomie XVI–XVII wieku w Imperium Osmańskim, po czym ponownie w państwie węgierskim. W latach 1763–1783 wzniesiono nową twierdzę, a w 1834 Arad uzyskał status wolnego miasta królewskiego. Podczas antyhabsburskiego powstania węgierskiego w latach 1848–1849 siedziba rządu Lajosa Kossutha. Po upadku powstania, w Aradzie 6 października 1849 Austriacy stracili trzynastu węgierskich generałów powstańczych, znanych dziś jako Męczennicy z Aradu. W XIX w. w Aradzie występowali wybitni europejscy muzycy, m.in. Ferenc Liszt (1846), Pablo Sarasate i Henryk Wieniawski (1877).
W 1910 roku z 63 166 mieszkańców 46 085 stanowili Węgrzy, 10 279 Rumuni, 4365 Niemcy, 1816 Serbowie, 277 Słowacy i 133 Czesi. W 1920 roku postanowieniem traktatu z Trianon przyłączone do Rumunii. W 2002 roku ze 172 827 mieszkańców 82,72% stanowili Rumuni, 13,01% Węgrzy, 1,73% Romowie, 1,3% Niemcy, 0,35% Serbowie, 0,26% Słowacy, 0,14% Bułgarzy, 0,85% pozostałe narodowości, w tym Polacy 0,01%.

## Zabytki
- Twierdza w Aradzie(inne języki) z l. 1763–1783

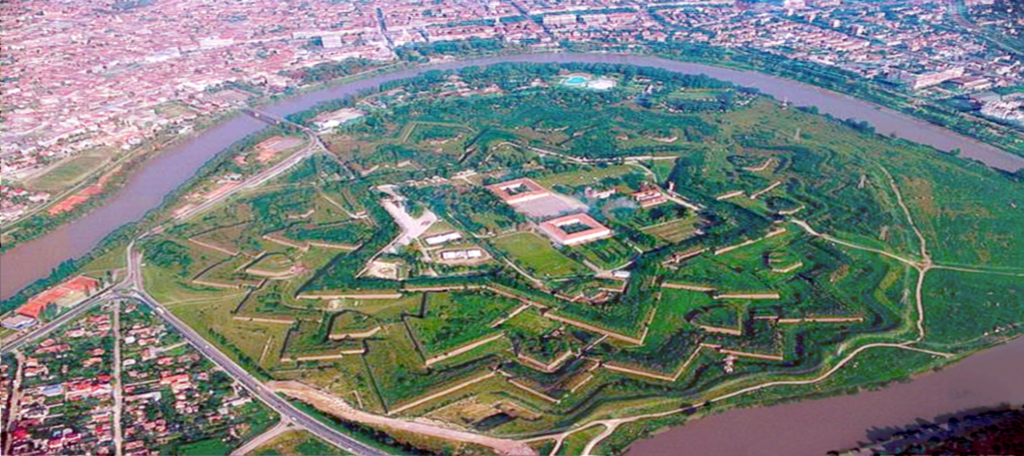
Twierdza z lotu ptaka

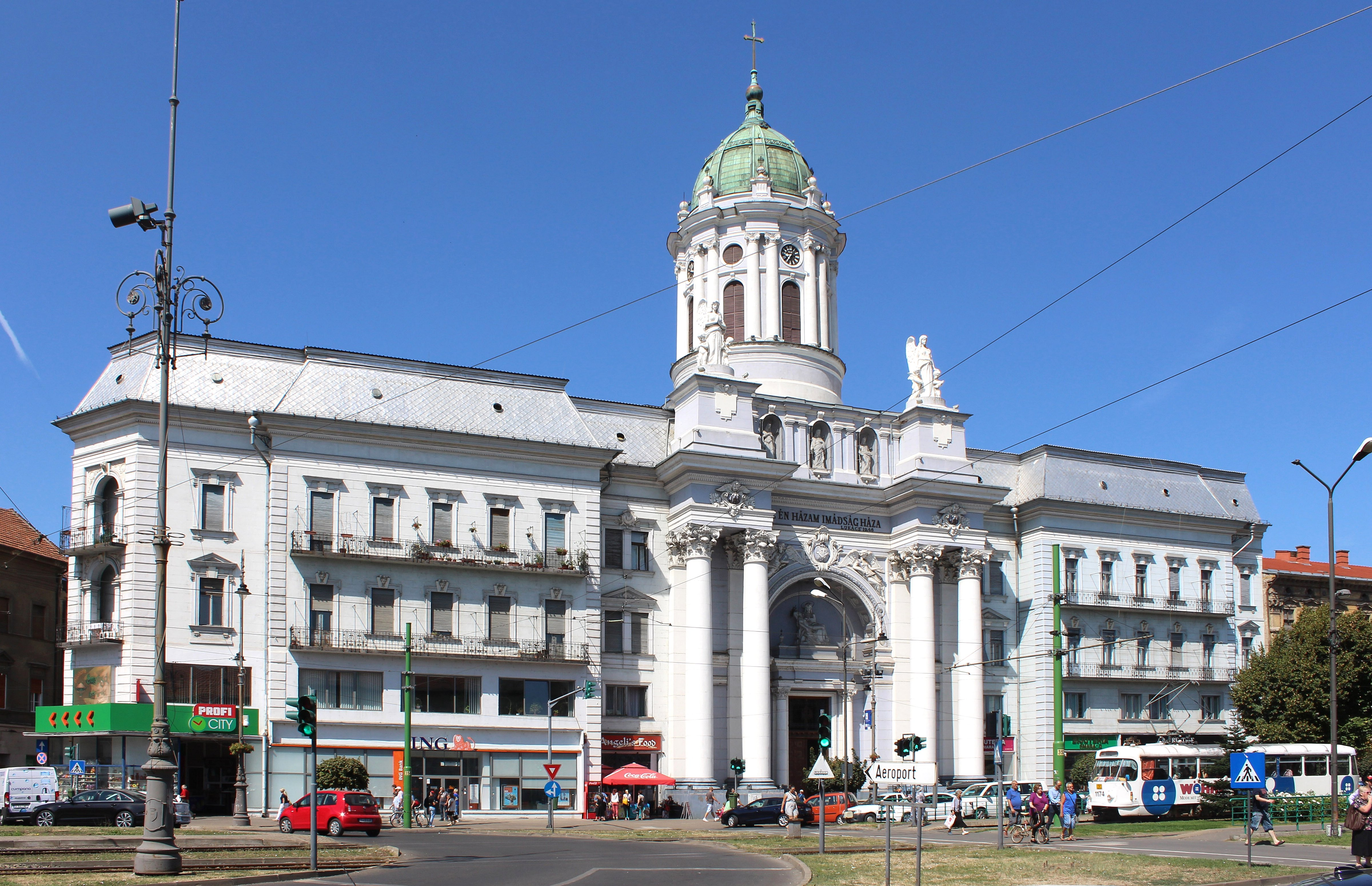
Kościół św. Antoniego z Padwy

- Kościół św. Antoniego z Padwy(inne języki) – kościół katolicki, wzniesiony w l. 1902–1904 w stylu eklektycznym
- Ratusz(inne języki) – eklektyczny gmach władz miejskich z l. 1872–1875
- Pałac Kultury(inne języki) z l. 1911–1913
- Cerkiew św. Piotra i Pawła(inne języki) (Kościół Serbski) – barokowa świątynia, wzniesiona w l. 1698–1702
- Figura św. Jana Nepomucena(inne języki) z 1729 r.
- Kościół franciszkanów(inne języki) – barokowy kościół katolicki, wzniesiony w l. 1750–1800
- Dom Mátyása Rozsnyayego, XIX-wiecznego farmaceuty węgierskiego
- Sobór Narodzin św. Jana Chrzciciela(inne języki) – świątynia prawosławna, wzniesiona w l. 1862–1865, przebudowana w l. 1905–1906
- Kasyno w Aradzie(inne języki) z 1872 r.
- Teatr Klasyczny Ioana Slaviciego(inne języki) z l. 1872–1874
- Pałac Sprawiedliwości(inne języki) z ok. 1892 r.
- Pałac Csanádzki(inne języki) – pałac wzniesiony w l. 1892–1894 przez regionalnego węgierskiego przewoźnika kolejowego Aradi és Csanádi Egyesült Vasutak, któremu zawdzięcza swą nazwę
- Wieża ciśnień(inne języki), wzniesiona w 1896 r. według projektu Miklósa Ybla
- Pałac Kovácsa(inne języki) z ok. 1900 r.
- Pałac biskupów serbskich(inne języki) z ok. 1900 r.
- Kościół ewangelicki – neogotycki kościół, wzniesiony w l. 1905–1906 według projektu Lajosa Szántayego, potocznie nazywany czerwonym kościołem
- Pałac Szántaya(inne języki) z l. 1905–1911 (secesyjny)
- Pałac Nádasdyego z 1912 r.

## Gospodarka
W mieście rozwinął się przemysł maszynowy, taboru kolejowego, metalowy, chemiczny, meblarski, elektrotechniczny, precyzyjny, włókienniczy, materiałów budowlanych, obuwniczy oraz spożywczy.

## Transport
W Aradzie znajduje się sieć tramwajowa. Założona została w 1869 i jest najstarszą siecią tramwajową wśród rumuńskich miast oraz jedną z trzech sieci wąskotorowych w Rumunii. Po rewolucji miasto zaczęło intensywnie sprowadzać używany tabor z zachodniej Europy, co spowodowało, że w 2011 zostały wycofane wszystkie wagony wyprodukowane w Rumunii i Czechosłowacji. Sieć jest charakterystyczna ze względu na linię do Ghioroc, na której tramwaje jadą dawną trasą kolejki podmiejskiej. Trasa ta jest jedną z atrakcji turystycznych Aradu.

## Galeria

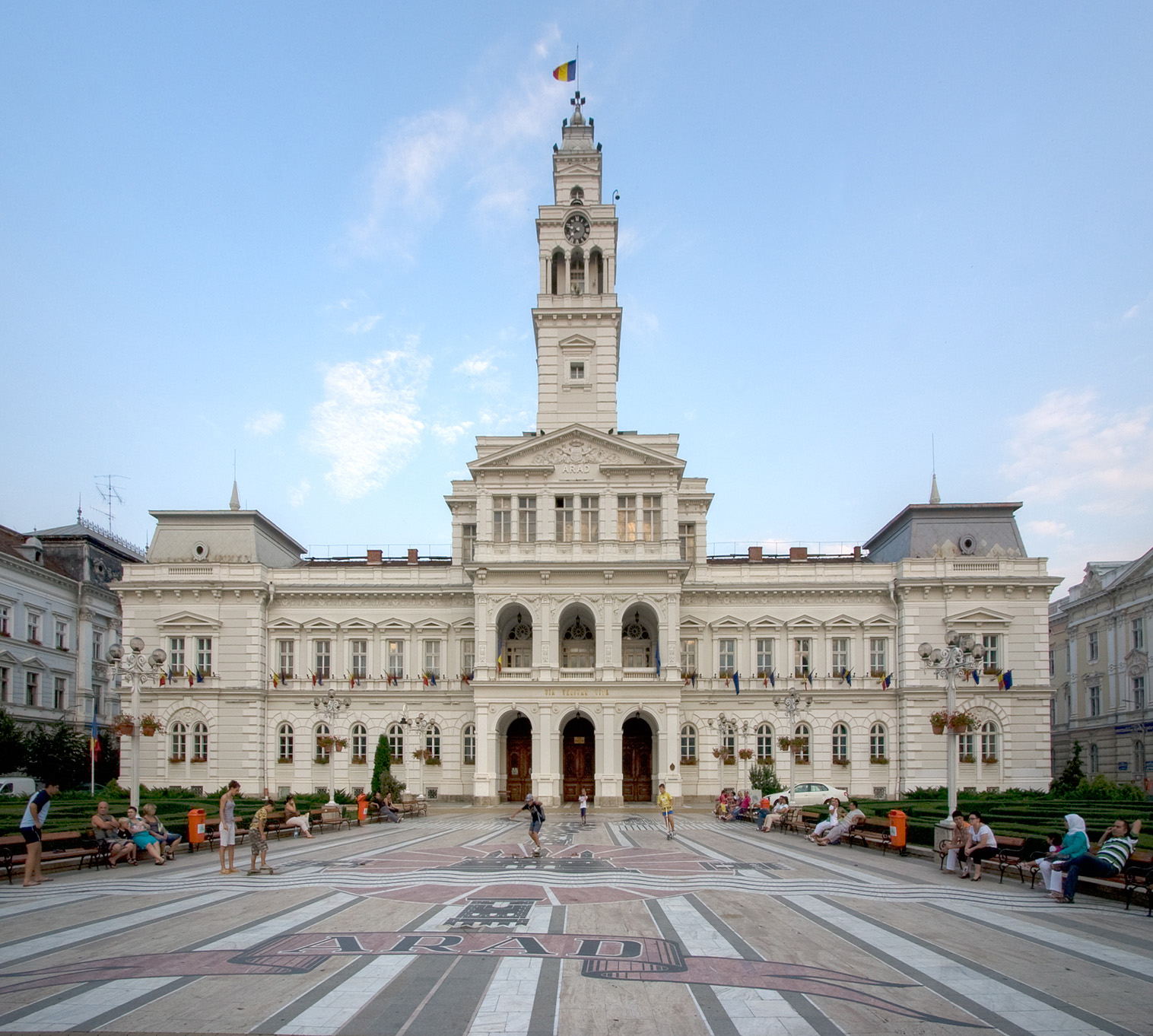
Ratusz
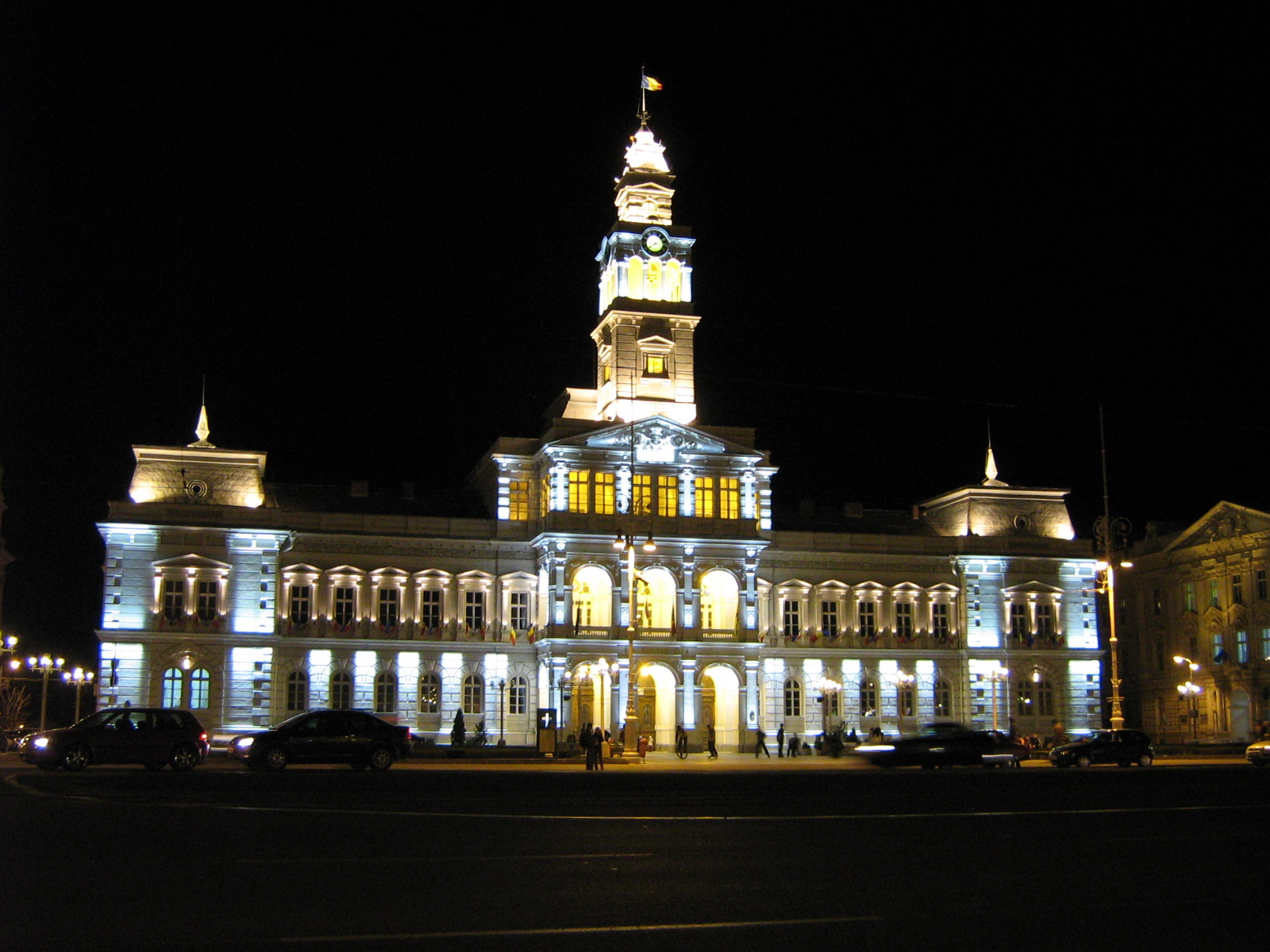
Ratusz nocą
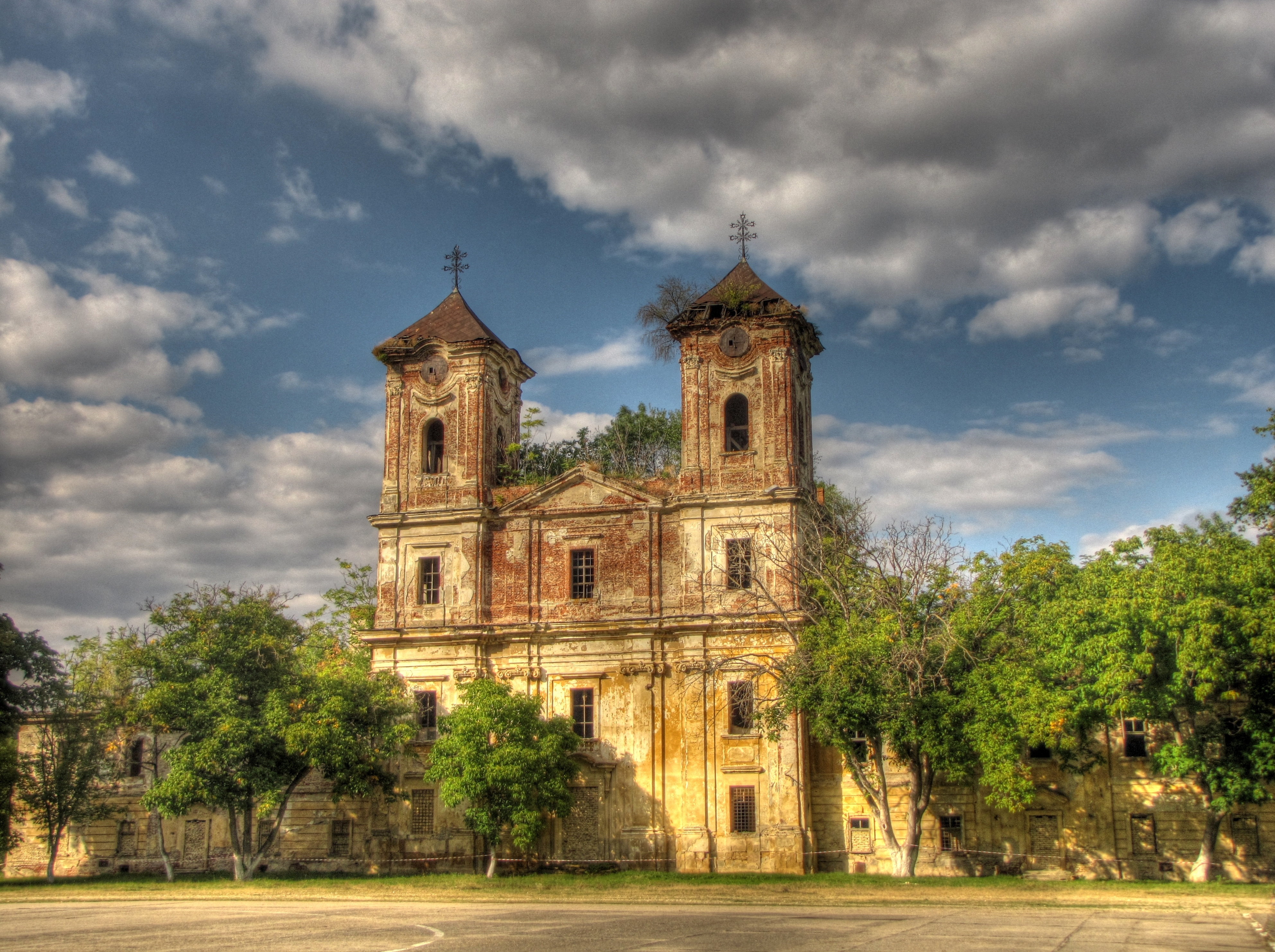
Kościół franciszkanów
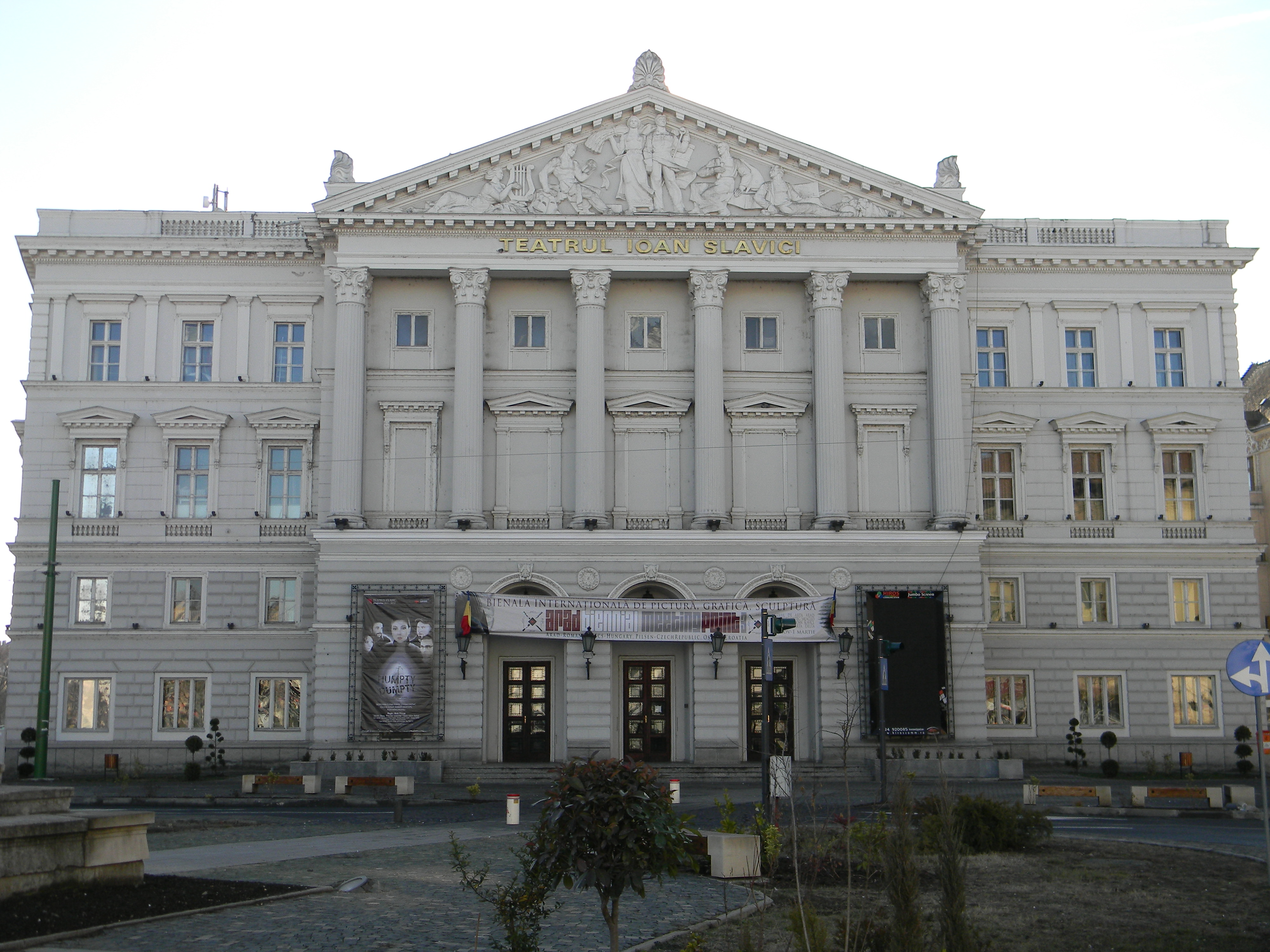
Teatr Ioana Slaviciego
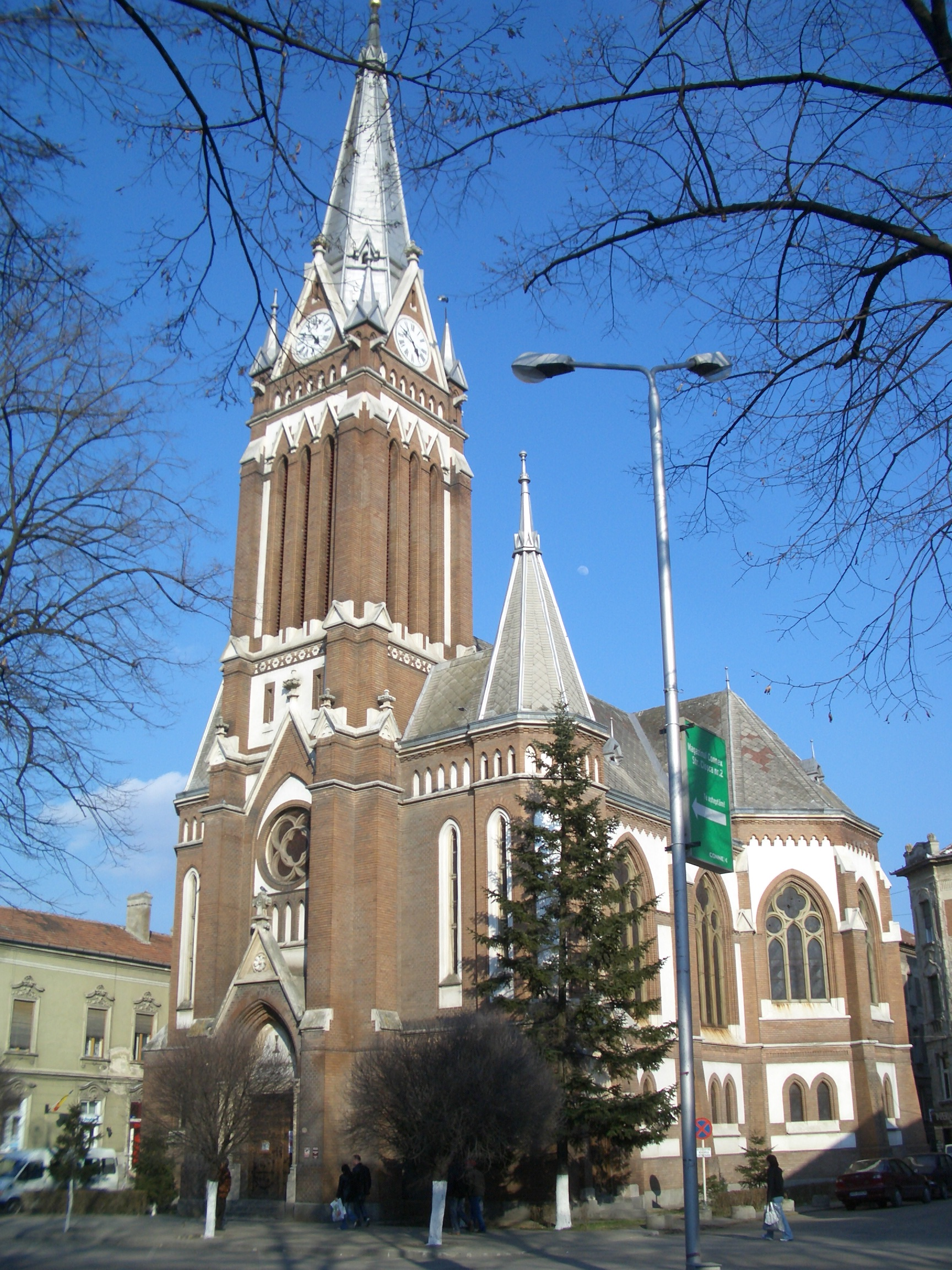
Kościół ewangelicki
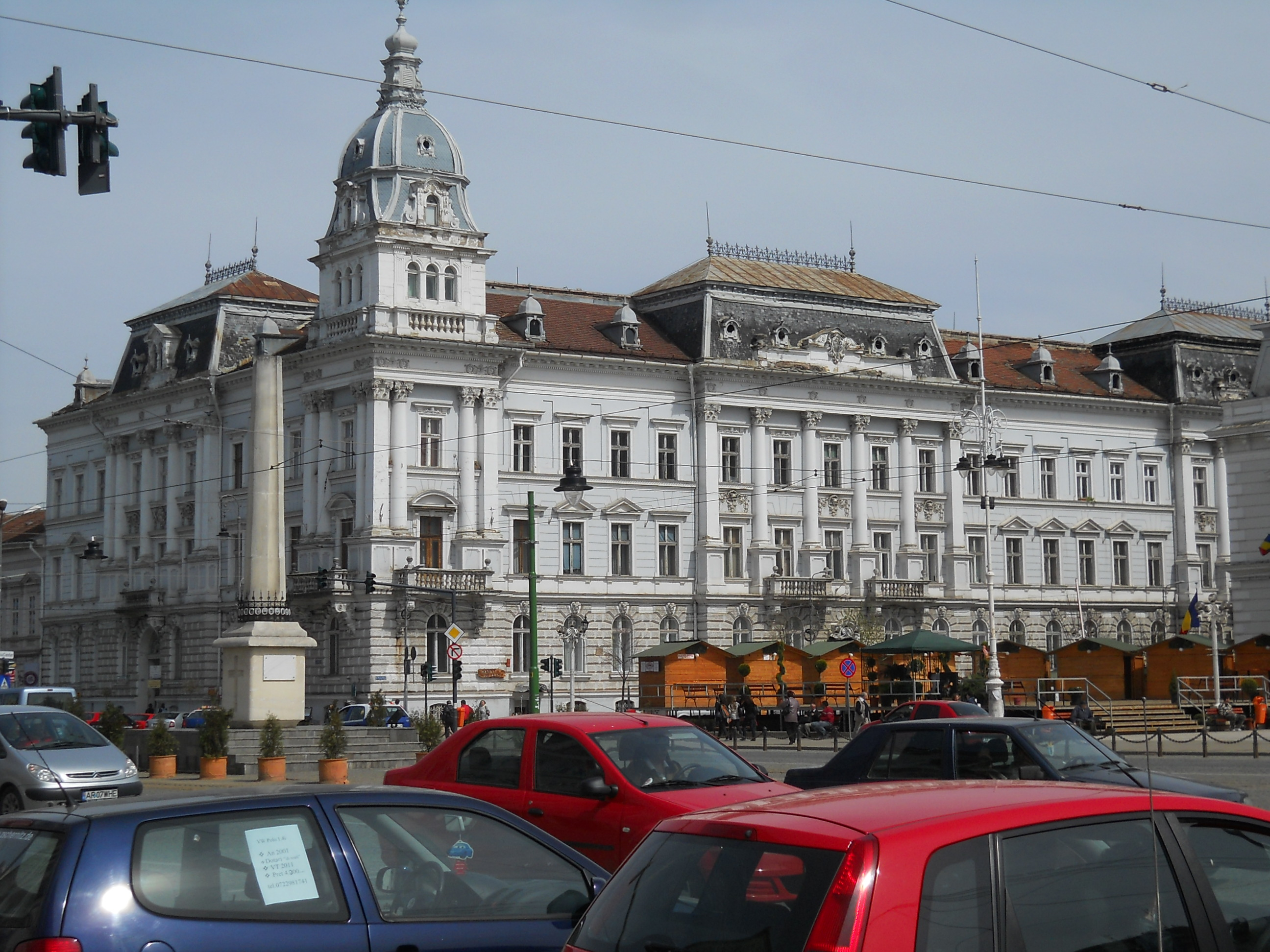
Pałac Csanádzki
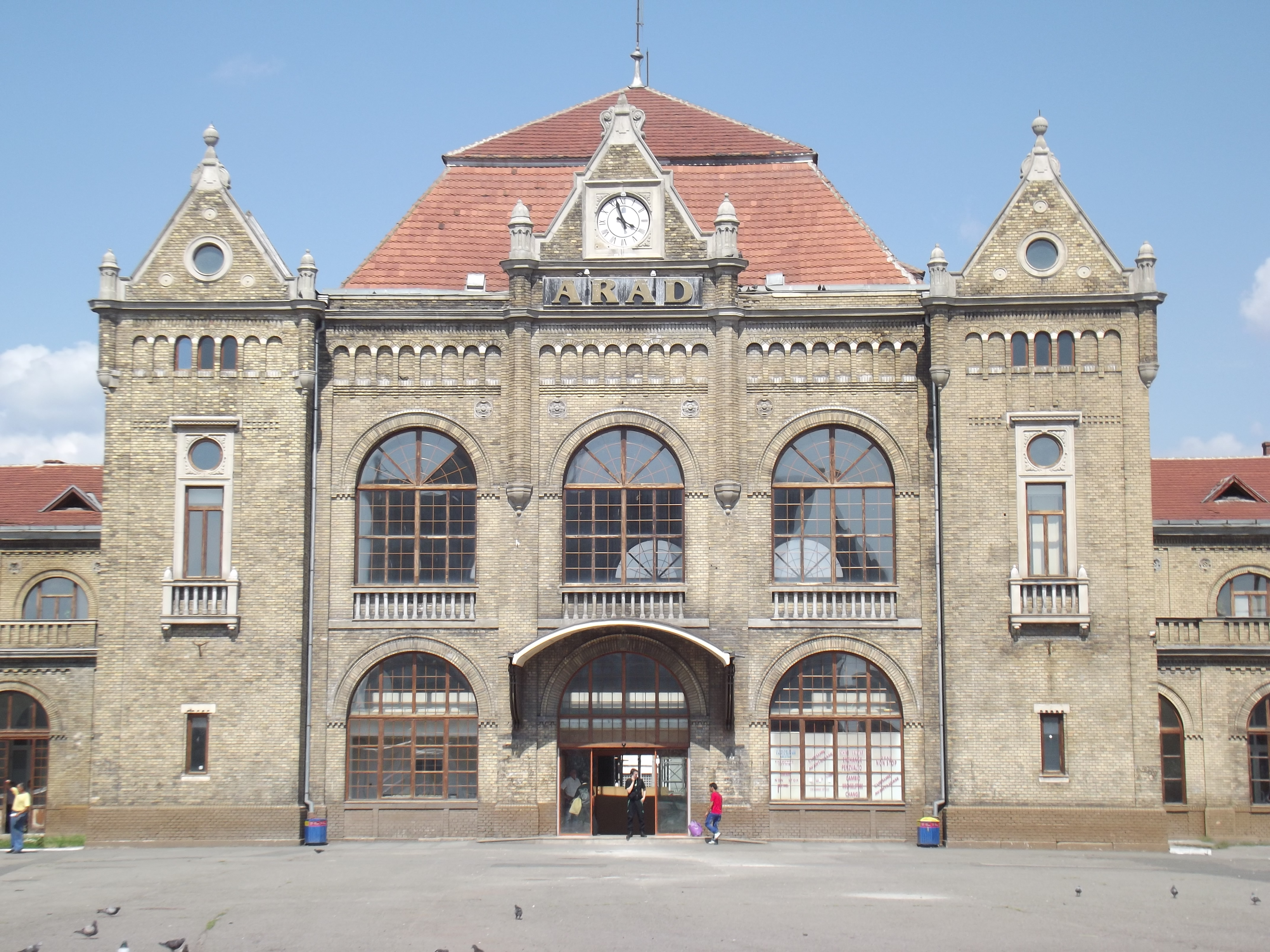
Dworzec kolejowy
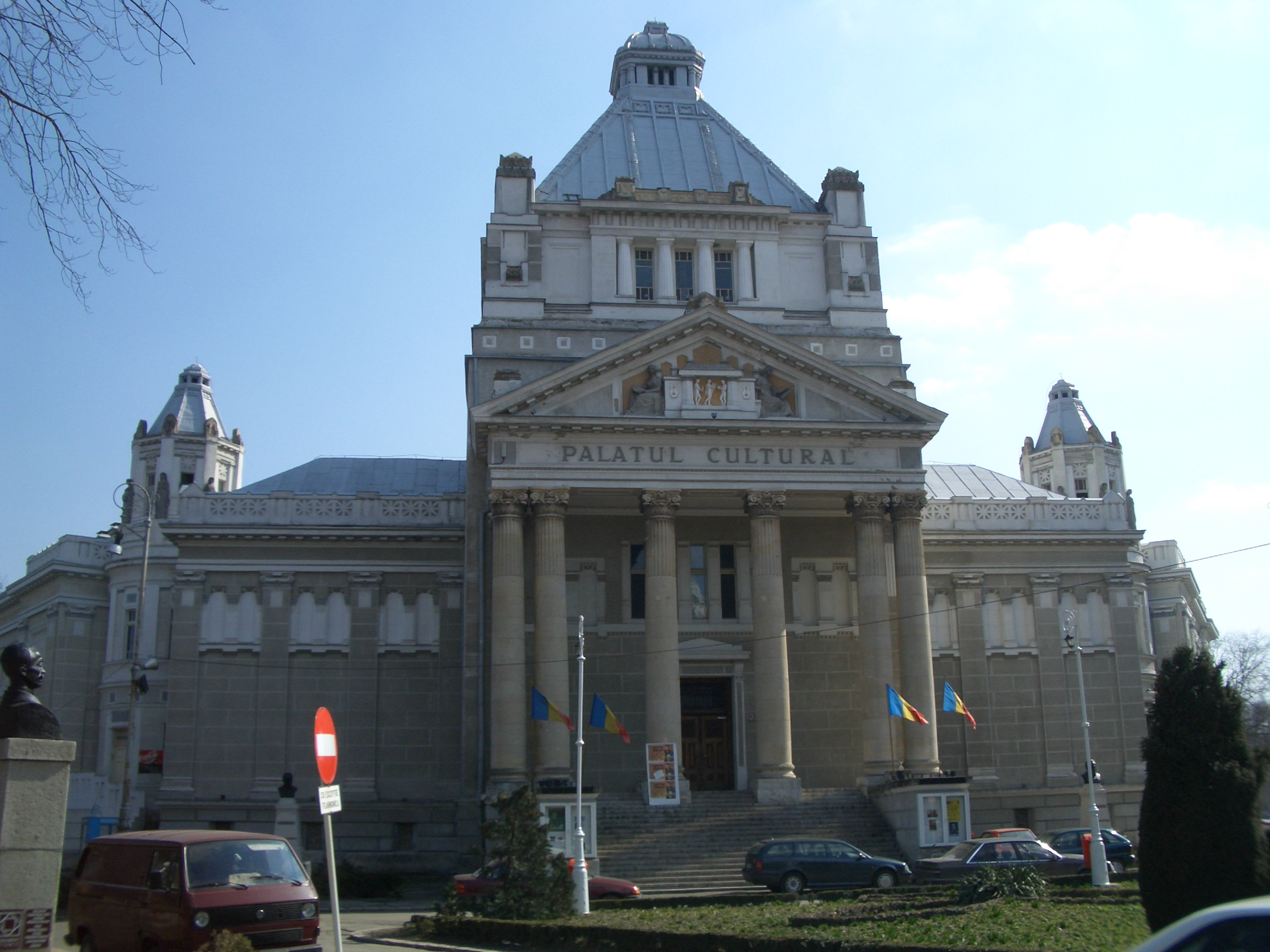
Pałac Kultury
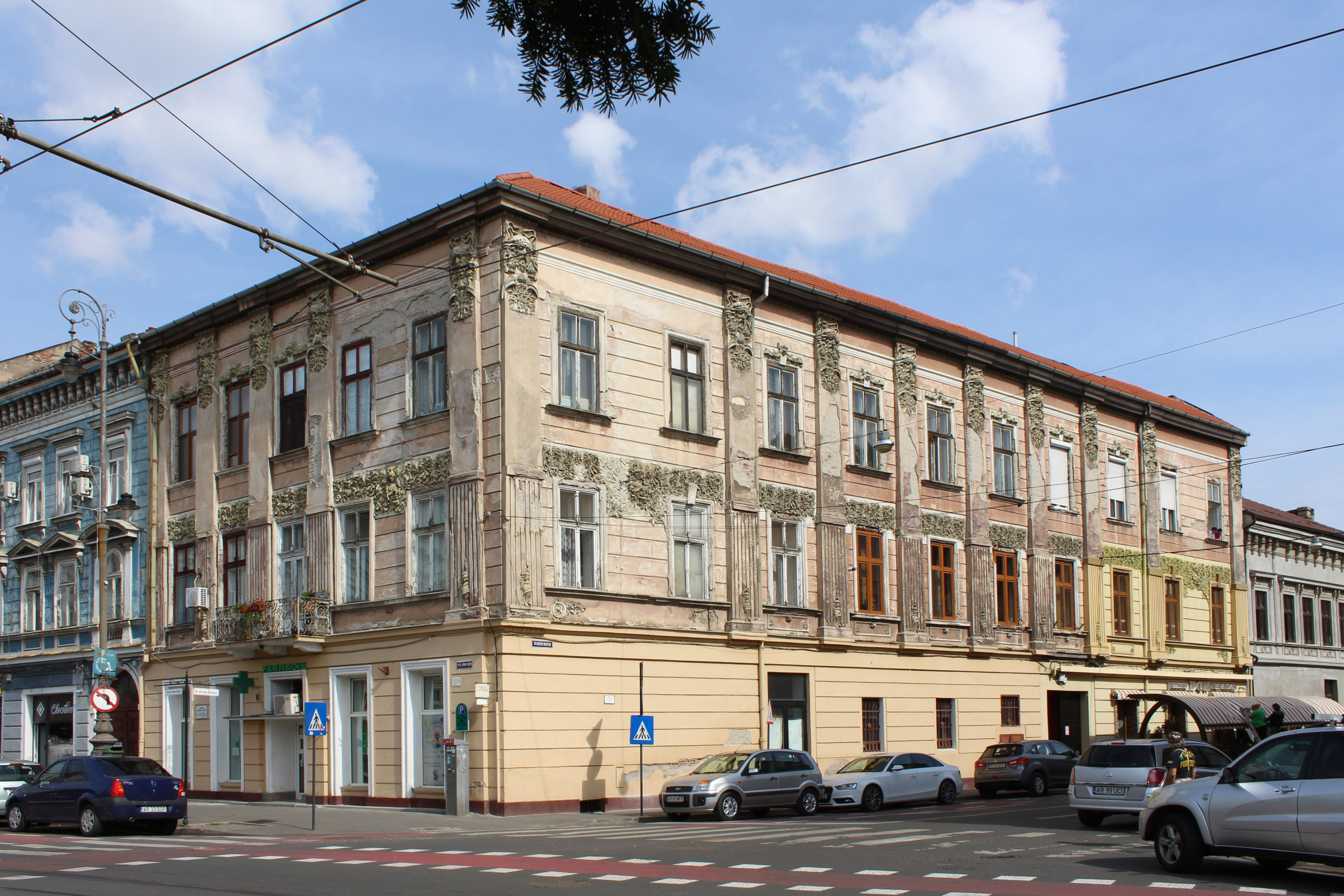
Dom Mátyása Rozsnyayego
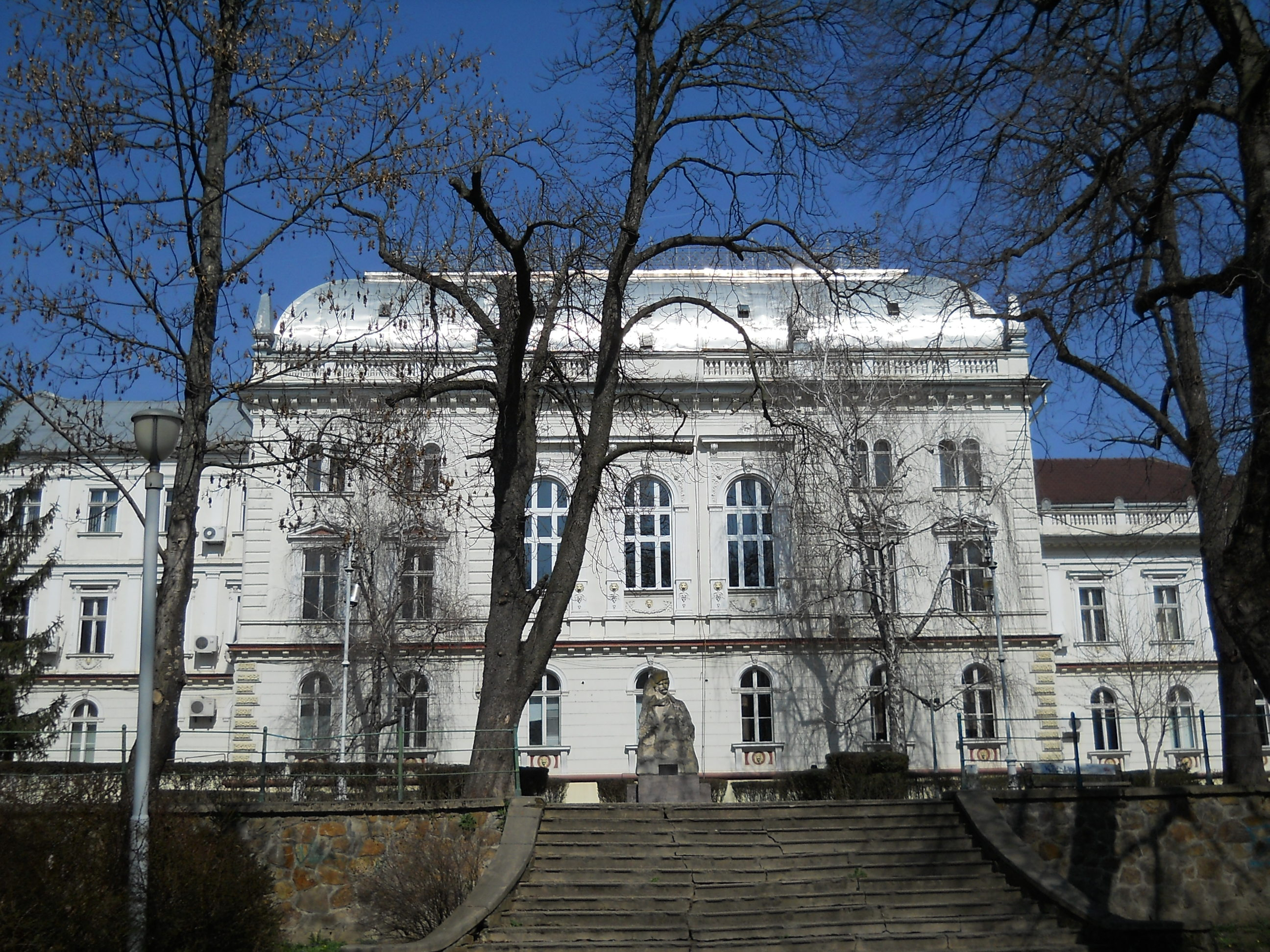
Pałac Sprawiedliwości
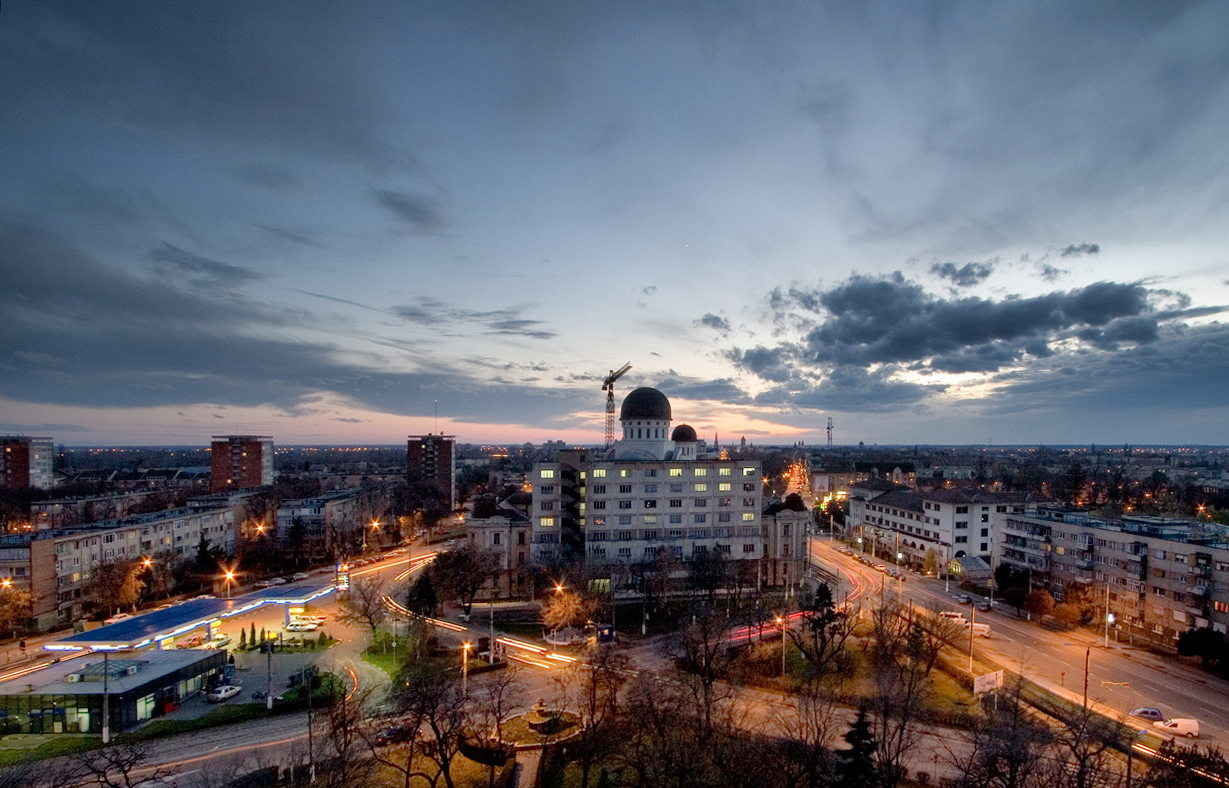
Arad
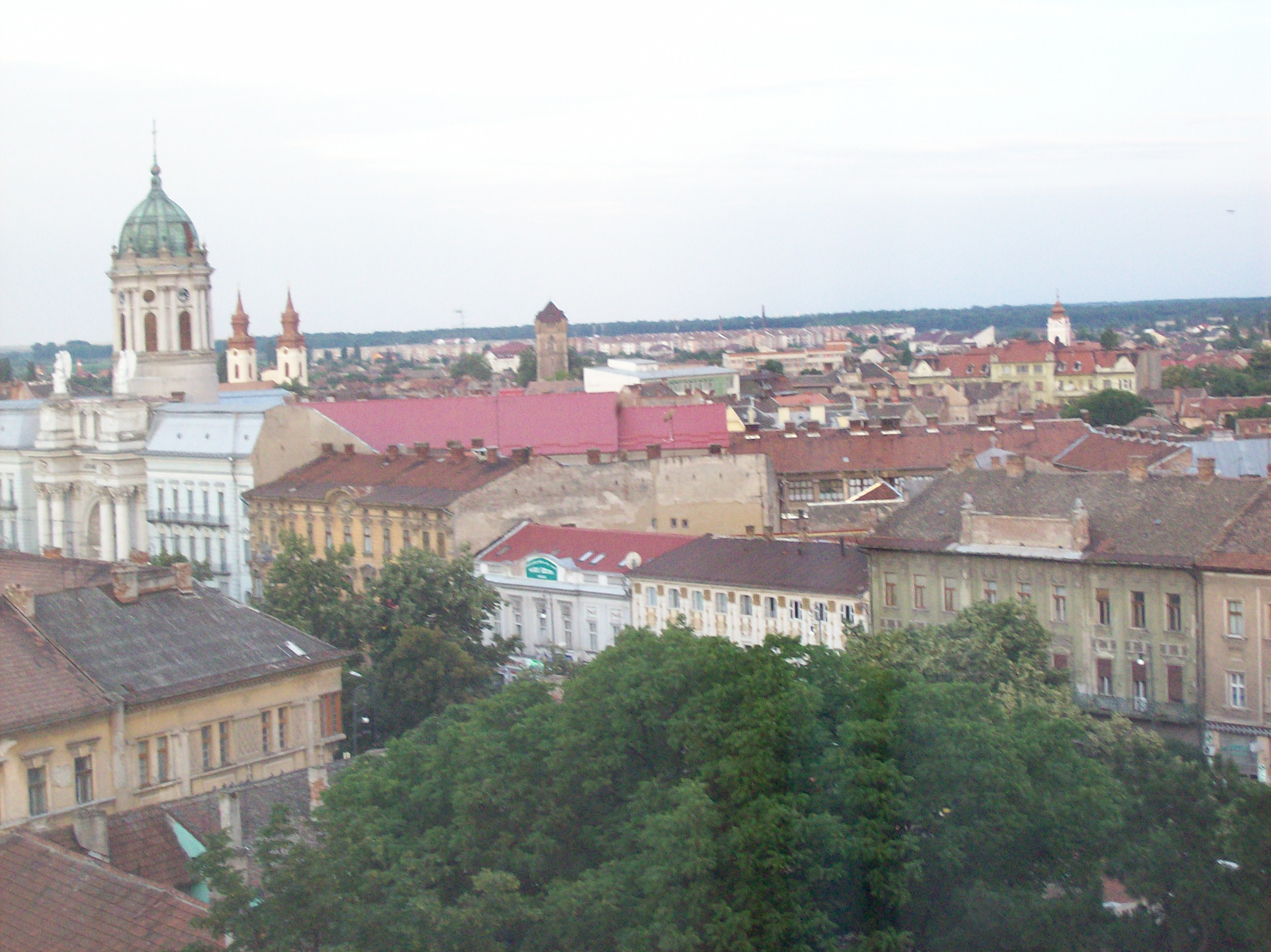
Arad

## Miasta partnerskie
- Ditzingen, Niemcy
- Kirklees, Wielka Brytania
- Würzburg, Niemcy
- Trenczyn, Słowacja
- Tatabánya, Węgry
- Pecz, Węgry